# Авария Boeing 747 в Нью-Йорке
Авария Boeing 747 в Нью-Йорке — авиационная авария, произошедшая в среду 20 декабря 1995 года. Авиалайнер Boeing 747-136 авиакомпании Tower Air выполнял плановый внутренний рейс TOW41 по маршруту Нью-Йорк—Майами, но во время разгона по взлётной полосе внезапно выехал за её пределы (повернув влево) и врезался в наземный объект в 1430 метрах от её торца. От удара у самолёта сломалась передняя стойка шасси и погнулось крепление правого внутреннего двигателя (№4), но пожара не возникло, самолёт не разрушился. Никто из находившихся на его борту 468 человек (451 пассажир и 17 членов экипажа) не погиб, ранения получили 25 человек — 1 член экипажа (бортпроводник) и 24 пассажира.

## Самолёт
Boeing 747-136 (регистрационный номер N605FF, заводской 20271, серийный 172) был выпущен в 1971 году (первый полёт совершил 3 декабря). 7 января 1972 года с б/н G-AWNI был куплен авиакомпанией British Overseas Airways Corporation (BOAC), от которой 1 апреля 1974 года перешёл в British Airways. 25 марта 1981 года был продан авиакомпании Trans World Airlines (TWA) (борт N17125). 28 марта 1991 года был куплен авиакомпанией Tower Air и получил бортовой номер N605FF. Оснащён четырьмя двухконтурными турбореактивными двигателями Pratt & Whitney JT9D-7A. На день аварии совершил 17 726 циклов «взлёт-посадка» и налетал 90 456 часов.

## Экипаж
Самолётом управлял очень опытный экипаж, состав которого был таким:
- Командир воздушного судна (КВС) — 53 года, очень опытный пилот, проработал в авиакомпании Tower Air 3 года и 7 месяцев (с 23 мая 1992 года); до этого работал в авиакомпаниях Transamerica Airlines[англ.] (с 1978 по 1984 годы) и Midway Airlines (с 1984 по ноябрь 1991 года). Управлял самолётами Lockheed L-188 Electra и McDonnell Douglas DC-9. В должности командира Boeing 747 — с 23 апреля 1994 года (до этого управлял им в качестве второго пилота). Налетал 16 455 часов, 2905 из них на Boeing 747 (1102 из них в качестве КВС).
- Второй пилот — 56 лет, очень опытный пилот, проработал в авиакомпании Tower Air 11 месяцев и 4 дня (с 16 января 1995 года). Управлял самолётами Boeing 707, Boeing 720 и Boeing 727. В должности второго пилота Boeing 747 — с 16 января 1995 года. Налетал 17 734 часа, 4804 из них на Boeing 747.
- Бортинженер — 34 года, проработал в авиакомпании Tower Air 9 месяцев и 10 дней (с 10 марта 1995 года). В должности бортинженера Boeing 747 — с 10 марта 1995 года. Налетал 4609 часов, 2799 из них на Boeing 747.

В салоне самолёта работали 14 бортпроводников.

## Расследование
Расследование причин аварии рейса TOW41 проводил Национальный совет по безопасности на транспорте (NTSB).
Окончательный отчёт расследования был выпущен 2 декабря 1996 года.